# コーシャ・フェレンツ
コーシャ・フェレンツ（Kósa Ferenc [ˈkoːʃɒ ˌfɛrɛnt͡s]、1937年11月21日 - 2018年12月12日）は、ハンガリーの映画監督、脚本家。1989年以降のハンガリー民主化運動に深く関わり、民主化後には国会議員を1990年から16年間務めており、政治家でもある。

## 経歴
コーシャは、ハンガリー北東部のニーレジハーザに生まれた。青年期にハンガリー動乱を経験した。
1958年、コーシャはブダペストで5年制の国立演劇映画芸術大学に入学し（卒業資格は修士相当）、在学中の1961年に『あるふだんの日に関するエチュード (Etűd egy hétköznapról)』で監督デビューし、以降、バラージュ・ベーラ・スタジオの一員として映画製作に従事した。
卒業制作として取り組んだ『一万の太陽 (Tízezer nap)』は、1965年に完成したが、ハンガリー動乱を登場人物が「革命」と呼んでいるシーンを変更することを拒んだため、一般公開が認められず、結果として卒業できない状態が続いた。
ところが、コーシャは突然文部省映画総局に呼び出され、この作品が、1967年に開催された第20回カンヌ国際映画祭に招待されたので、すぐカンヌに行くように告げられ、そこで監督賞を獲得して、国際的な評価を得た。帰国後コーシャは2年遅れで無事学位記を受け取ることができた。卒業後はハンガリーを代表する映画監督として精力的に映画を発表し続けた。
コーシャ は、1961年から1988年にかけて、社会主義体制下で13本の映画を監督した。その間、シャーラ・シャンドールとの協力関係を築き、コーシャの監督作品の多くでシャーラが脚本に参加して撮影監督も務め、また、シャーラが監督して第21回カンヌ国際映画祭のコンペティション部門で上映された『Feldobott kö』には、コーシャが脚本に参加した。
1987年の映画『もうひとりの人 (A másik ember)』も、ハンガリー動乱を肯定的に描いたとして国内上映禁止となったが、国際的な映画祭では注目された。
1989年以降、コーシャはヨーロッパ・ピクニック計画やハンガリー民主化運動に著名な文化人として深く関わり、民主化後の1990年には国会議員となった。1990年代以降は、本格的な映画は手がけなかったが、短編映画や、テレビ・ドキュメンタリー番組などに関わり続けた。
2006年には、ハンガリーの芸術勲章であるコシュート賞を贈られた。

## 日本との関わり
コーシャは、カンヌ国際映画祭への参加をきっかけに、日本人の舞台女優だった糸見偲と知り合い、結婚した。このため早くから日本の文化への関心をもっていた。
1974年の映画『豪雪 (Hószakadás)』は、『楢山節考』を下敷きにしたものであった。
国会議員となった1990年以降は日本との文化交流事業に取り組み、日本の文化をハンガリーに紹介するなどした功績が認められ、1996年には勲二等瑞宝章、2000年には旭日章を日本政府から贈られた。
1998年には、岐阜県の白川郷や正眼寺などでハイビジョン撮影によるテレビ・ドキュメンタリー番組を制作し、ハンガリーのテレビで放映した。
2012年から2013年にかけて、写真作品の展覧会「コーシャ・フェレ ンツの世界-多元時空」が日本各地で開催された。

## おもなフィルモグラフィ
- 1961年：あるふだんの日に関するエチュード[3] - Etűd egy hétköznapról（監督）
- 1962年：ある湖の歴史についてのノート[3] - Jegyzetek egy tó történetéhez…（監督、脚本）
- 1962年：光り[3] - Fény （監督）
- 1967年：一万の太陽[2] - Tízezer nap（監督、脚本）
- 1967年：詩人ヨージェフ・アティッラの少年期[15] (Öngyilkosság)（監督、脚本）
- 1968年：Feldobott kő（脚本）
- 1970年：審判[2]（別名：判決[12]）- Ítélet（監督、脚本）
- 1970年：Pro Patria（脚本）
- 1972年：Nincs idő（脚本、監督）
- 1974年：豪雪[2]（別名：ドカ雪[12]、雪が降る[3]） - Hószakadás（脚本、監督）
- 1977年：Küldetés - Balczó András-portré（監督、リポーター）
- 1981年：A mérkőzés（監督、脚本）
- 1982年：ゲルニカ[2]（別名：ゲルニカへの道[16]） - Guernica（脚本、監督）
- 1986年：Az utolsó szó jogán（監督、脚本）
- 1987年：もうひとりの人[2] - A másik ember（監督、脚本）
- 1998年：Taigan - A túlsó part（監督、脚本）
- 1998年：Sirakava（監督、脚本）